# Radioterapia con elettroni
La radioterapia con elettroni (in inglese  Electron Beam Therapy - EBT, o Electron therapy), è un tipo di radioterapia esterna in cui fasci di elettroni sono diretti verso un bersaglio nel corpo umano, come un sito tumorale.
Per le caratteristiche di interazione dei fasci elettronici con la materia, la terapia è in grado di colpire elettivamente le cellule della cute senza colpire le regioni più profonde, risparmiando così gli organi e i tessuti sottostanti.

## Apparato
La terapia con fasci di elettroni viene somministrata utilizzando particelle prodotto da un acceleratore lineare dedicato all'uso medico, con lo stesso apparato usato per produrre fasci di fotoni ad alta energia (raggi X) mediante fasci elettronici indirizzati su un bersaglio radiogeno. Quando si ha necessità del solo fascio elettronico, l'obiettivo radiogeno viene rimosso dalla traiettoria del fascio elettronico, mentre quest'ultimo viene collimato con un altro elemento dell'apparato, noto come applicatore o collimatore addizionale, realizzato da una lega metallica a basso punto di fusione.

## Proprietà

L'attenuazione di fasci elettronici a 4 MeV (linea puntinata) è decisamente molto più rapida in confronto a raggi X di pari intensità (linea blu continua)

I fasci di elettroni hanno un limitato range di interazione con la materia, dopo il quale si attenuano rapidamente. Questa loro caratteristica permette di utilizzarli per l'irradiazione dei soli strati superficiali di materia, senza toccare quelli più profondi. Nella terapia di irradiazione esterna, è utile quando a essere malati sono solo gli strati superficiali del corpo, quelli da colpire, mentre sono da risparmiare i tessuti sani più profondi.
La profondità del trattamento può essere regolata scegliendo l'energia più appropriata per i fasci emessi.

## Indicazioni terapeutiche
La terapia con irradiazione esterna di fasci di elettroni viene usata nel trattamento di tumori superficiali, come il cancro in aree della pelle, o in patologie dell'intera regione cutanea (ad esempio, nella micosi fungoide), malattie degli arti (come melanoma e linfoma), irradiazione totale dei linfonodi, e può essere usata per amplificare la dose di radiazione in sala operatoria dopo un intervento di mastectomia o di asportazione di noduli mammari. Per applicazione a regioni più profonde, si rende necessario l'uso della IOERT (Intraoperative electron radiation therapy).

### TSEI
La TSEI, acronimo di Total Skin Electron Irradiation, è una particolare radioterapia con elettroni che consiste nell'irradiazione di tutto il corpo con dosi di elettroni che variano a seconda dei casi e delle finalità del trattamento. Questa terapia è sia impiegata per contrastare specifiche patologie neoplastiche che interessino la cute, sia indicata nel trattamento della micosi fungoide.
La TSEI non è molto richiesta e si può ricevere tale trattamento solo in alcuni centri specializzati: eseguire il trattamento, infatti, è relativamente complicato e il macchinario usato è alquanto ingombrante.